# Кайс Ашфак
Кайс Ашфак (англ. Qais Ashfaq; 10 березня 1993, Лідс) — британський професійний боксер, призер чемпіонату Європи і Європейських ігор серед аматорів.

## Аматорська кар'єра
2014 року Кайс Ашфак став срібним призером Ігор Співдружності, програвши у фіналі Майклу Конлену (Північна Ірландія).
2015 року на Європейських іграх в категорії до 56 кг Кайс Ашфак здобув три перемоги і у півфіналі поступився Дмитру Асанову (Білорусь), отримавши бронзову медаль.
На чемпіонаті Європи 2015 переміг Рекснілдо Зенелі (Албанія), Миколу Буценка (Україна) та Арама Авагяна (Вірменія), а у фіналі програв Майклу Конлену (Ірландія) — 0-3 і отримав срібну медаль.
На чемпіонаті світу 2015 програв у першому бою Бахтовару Назірову (Росія).
На Олімпійських іграх 2016 у першому бою програв Чатчай Бутді (Таїланд) — 0-3.

## Професіональна кар'єра
Впродовж 2018—2020 років Кайс Ашфак провів десять боїв на професійному рингу, зазнавши в них однієї поразки.
У 2023 році програв Ліаму Діллону в бою за титул чемпіона Великої Британії в другій напівлегкій вазі. 